# Söne socken
Söne socken i Västergötland ingick i Kållands härad, uppgick 1969 i Lidköpings stad och området ingår sedan 1971 i Lidköpings kommun och motsvarar från 2016 Söne distrikt.
Socknens areal är 17,68 kvadratkilometer varav 17,61 land. År 2000 fanns här 232 invånare. Kyrkbyn Söne med sockenkyrkan Söne kyrka ligger i socknen.

## Administrativ historik
Socknen har medeltida ursprung. 
Vid kommunreformen 1862 övergick socknens ansvar för de kyrkliga frågorna till Söne församling och för de borgerliga frågorna bildades Söne landskommun. Landskommunen uppgick 1952 i Örslösa landskommun som 1969 uppgick i Lidköpings stad som 1971 ombildades till Lidköpings kommun. Församlingen uppgick 2006 i Örslösa församling.
1 januari 2016 inrättades distriktet Söne, med samma omfattning som församlingen hade 1999/2000.  
Socknen har tillhört län, fögderier, tingslag och domsagor enligt vad som beskrivs i artikeln Kållands härad. De indelta soldaterna tillhörde Västgöta-Dals regemente, Kållands kompani och Västgöta regemente livkompaniet.

## Geografi
Söne socken ligger väster om Lidköping på sydvästra Kålland med Vänern i väster med viss skärgård och där Hindens rev skjuter ut sju kilometer Socknen är en småkuperad slättbygd med lövskogsbeklädda kullar.

## Fornlämningar
Boplatser och lösfynd från stenåldern har påträffats. Från bronsåldern finns gravrösen. Från järnåldern finns tre gravfält och en domarring.

## Namnet
Namnet skrevs 1291 Söne och kommer från kyrkbyn. Efterleden är vin, 'betesmark, äng'. Förleden är troligen so, 'sugga'.